# Zorocrates alternatus
Zorocrates alternatus es una especie de araña del género Zorocrates, familia Zoropsidae. Fue descrita científicamente por Gertsch & Davis en 1936.
Habita en México y los Estados Unidos.